# قطعنامه ۶۸/۲۶۲ مجمع عمومی سازمان ملل متحد

کشورهای موافق
کشورهای مخالف
رای بیطرف
غایب در زمان رای گیری
کشورهای غیر عضو در سازمان ملل

قطعنامه ۶۸/۲۶۲ مجمع عمومی سازمان ملل متحد در ۲۷ مارس سال ۲۰۱۴ در شصت و هشتمین جلسه این مجمع در واکنش به مداخله نظامی روسیه در اوکراین با نام "تمامیت ارضی اوکراین" با رای مثبت ۱۰۰ نفر از اعضا تصویب شد و بر اساس آن، کشورهای مجمع عمومی که به این قطعنامه رای مثبت داده‌اند خود را متعهد به شناسای مرزهای اوکراین با مرزهای بین‌المللی ثبت شده می‌دانند و مداخله نظامی روسیه در اکراین را محکوم می‌کنند. این قطعنامه الزام‌آور نیست.
این قطنامه توسط کشورهای کانادا، کاستاریکا، آلمان، لیتوانی، لهستان و اوکراین ارائه شد. ۱۱ کشور به آن، رای منفی، ۵۸ کشور رای ممنتع و ۲۴ کشور در هنگام رای‌گیری غایب بودند. پس از تصویب این قطعنامه، ۷ بار در جلسه شورای امنیت سازمان ملل متحد تلاش شد تا مداخله روسیه محکوم شود اما با وتوی روسیه این تلاش‌ها ناموفق بودند.

## واکنش روسیه
در در ۲۸ مارس ۲۰۱۴ روسیه اعلام کرد که این قطعنامه نقشی معکوس برای کشورهای پیشنهاد دهنده دارد و کشورهای غربی را متهم کرد که با تهدید، سعی در کسب رای مثبت اعضا دارند.